# Sony-San
Sony San is het honderdvierenzeventigste stripverhaal uit de reeks van Suske en Wiske. 
Het was een speciale uitgave in de reeks, gemaakt voor Brandsteder Electronics b.v. door Wavery Productions b.v. ter ere van het vijfentwintigjarig bestaan van Sony in Nederland. Het verhaal is nooit uitgebracht in de reguliere Vierkleurenreeks.
Het stripboek staat op de voorkant aangeduid als "infostrip". Er wordt veel tekst gebruikt en in kaders wordt informatie gegeven.

## Locaties
- Japan, Tokio en Sony-fabriek

## Personages
- Suske, Wiske, Lambik, Jerom, tante Sidonia, professor Barabas, Akio Morita (oprichter Sony), Sony San, Krimson, robots, werknemers van de fabriek

## Uitvindingen
- De teletijdmachine, armbandcontroler en nieuwe afstandsbediening

## Het verhaal
Lambik laat de anderen zijn nieuwe videorecorder zien. Door Lambik onhandigheid gaat het ding stuk en hij wordt kwaad op zijn vrienden, die naar professor Barabas vertrekken. Ze vinden de professor in de tuin en hij vertelt dat hij rare geluiden uit het laboratorium hoort komen. In het laboratorium vinden de vrienden een speelgoedbeertje dat zich voorstelt als Sony San. Het beertje vertelt dat het van siliconen is gemaakt. In het beertje zit een chipkaart met veel ruimte om alle Suske en Wiske-verhalen op te slaan. Sony San vertelt dat hij zo’n veertig jaar geleden door Akio Morita, de oprichter van Sony, is gemaakt in Japan. Het beertje wil graag met de teletijdmachine in de toekomst kijken, hij is benieuwd hoe de klank- en beeldtechniek van het jaar 2001 zal zijn.
Sony San ziet Schanulleke en wordt verliefd op het poppetje. Hij ziet hierdoor niet dat de teletijdmachine op een ander jaartal staat ingesteld. Professor Barabas gaat met Sony San naar Tokio in het jaar 1946, maar niemand merkt dat Sony San Schanulleke heeft meegenomen. Suske en Wiske gaan terug naar Lambik, die intussen helemaal vastzit in zijn videotape. Dan ontdekt Wiske dat ze Schanulleke kwijt is en ze gaan terug naar het laboratorium van professor Barabas en zien op de teletijdmachine dat Schanulleke bij Sony San en de professor is. Lambik maakt dan ook de teletijdmachine stuk en de professor merkt dit aan zijn armbandcontroler. Dan stelt het beertje de professor voor aan Akio Morita, die Sony San heeft gemaakt, en neemt hem mee naar de elektronicafabriek.
Sony San stopt een elektronisch werkje in Schanulleke, die daardoor ook kan praten en bewegen. Dan helpt het beertje Akio Morita en de professor met het repareren van de teletijdmachine. Ze maken met behulp van kleine onderdelen een nieuwe afstandsbediening. Professor Barabas komt met Schanulleke en Sony San in het jaar 2001 terecht. Ze zien dat het fabriekje is veranderd in een enorm complex en wordt aangevallen door zwarte robot-ninja’s. De robots halen een laserpistool en de samoerais die de fabriek bewaken worden bang. De vrienden sluipen naar de fabriek en de oudere Morita laat hen binnen. Ze zien dat de ninja-robots hun orders krijgen van een grote robot en Morita vertelt dat de concurrentie de geheimen van Sony wil stelen.
In de grote robot zit Krimson en Sony San gaat terug in de tijd om hulp te halen. Jerom krijgt een walkman van Sony San en gaat met Suske, Wiske en Lambik met het beertje mee in de tijd. Schanulleke verzorgt de gewonde verdedigende robots van de fabriek tijdens de aanval van Krimson. Met blikopeners en de hulp van Jerom kunnen de vrienden de ninja’s verslaan, maar dan stuurt Krimson twee Sumoworstelrobots op Jerom af. Jerom kan ook deze robots verslaan en neemt Krimson gevangen. In de eenentwintigste eeuw bestaan geen gevangenissen meer en Krimson wordt op een fiets gezet als straf (hij moet een lamp laten branden). De vrienden reizen terug naar hun eigen tijd en Sony San gaat mee zodat hij altijd bij Schanulleke kan blijven. Sony San geeft Lambik een nieuwe video cadeau en vertelt dat zelfs een eerste klasse kluns hem niet kapot kan maken.

## Achtergronden bij het verhaal
- In kaders wordt informatie gegeven over Sony:
  - MSX-computer
  - HiFi en compact disc
  - Sony grootste tapefabrikant ter wereld
  - Sony Video-8, de wereldstandaard in video!
  - Sony Trinitron - Voor 'n helderder, scherper en kleurrijker beeld!
  - Sony Walkman: de énige echte!